# Intarsio (enigmistica)
In enigmistica l'intarsio è uno schema della famiglia delle letture alterne. Esso lega almeno tre parole o frasi nel senso che le lettere della seconda vengono inserite nella prima, per formare la terza, a gruppi di numero variabile e nel loro ordine, purché il capo e la coda (ossia l'inizio e la fine) della prima parte siano conservati agli estremi del totale. Quest'ultimo requisito distingue l'intarsio dalla sciarada alterna, mentre il frazionamento della seconda parola lo distingue dall'incastro, nel quale la stessa rimane intera. I termini possono essere suddivisi in un numero variabile di segmenti: ciò impedisce di riassumere il gioco in una formula, ma si può certamente dire che la prima parola viene "spezzata" una volta di più della seconda, o per lo meno ciò è vero quando le parti sono tre. Infatti l'intarsio può essere praticato anche con più parole o frasi.

## Esempi
- Intarsio: asine / censo = ascensione
- Intarsio a frase: matassa / tiro = matita rossa